# 하이퍼텍스트

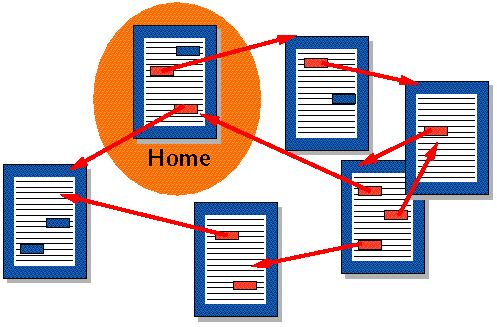
하이퍼링크로 연결된 문서들.

하이퍼텍스트(hypertext, 문화어: 초본문, 하이퍼본문)는 참조(하이퍼링크)를 통해 독자가 한 문서에서 다른 문서로 즉시 접근할 수 있는 텍스트이다. 주로 컴퓨터나 다른 전자기기들을 통해 표시된다.
하이퍼텍스트라는 낱말은 1960년대 컴퓨터 개척자이자 철학자인 테드 넬슨이 처음 고안하여 쓰이게 되었다.'hyper(건너편의, 초월, 과도한)'와 'text'를 합성하여 만든 컴퓨터 및 인터넷 관련 용어로서, 파생텍스트라고도 한다. 인터넷과 결합하여 HTML의 주된 구성요소가 되었다. 기존의 문서가 순차적이면서 서열형 구조라면, 하이퍼텍스트는 링크에 따라 그 차례가 바뀌는 임의적이면서 나열형인 구조를 가진다. 즉, 출판된 책처럼 작가의 의도대로 사용자가 따라가는 것이 아닌, 하이퍼링크로 연결된 문서들을 어떠한 행위(클릭)에 따라 자유롭게 이동할 수 있다. 이런 하이퍼텍스트의 등장은 검색엔진과 더불어 정보습득의 새로운 장을 인류에게 가져다 주었다. 또한 하이퍼텍스트 문학, 특히 하이퍼서사(하이퍼픽션)라는 새로운 예술장르를 탄생케 하였다.
웹이라는 것은 컨텐츠들이 하이퍼텍스트로 묶인 집합이라고 볼 수 있다. 하이퍼텍스트가 쓰인 기술들 중 가장 중요한 두 가지가 HTML과 HTTP이다. HTTP는 하나의 프로토콜으로서, 이 통신규약을 이용해서 컴퓨터가 다른 컴퓨터와 메시지를 주고 받을 수 있다. 이 HTTP로 HTML 문서가 전달될 수 있다.

## 역사
1941년, 호르헤 루이스 보르헤스는 하이퍼텍스트의 개념에 영감을 준 것으로 간주되는, 갈림길의 정원(The Garden of Forking Paths)이라는 책을 출판하였다.
1945년, 버니바 부시는 애틀랜틱 먼슬리에 "As we may think"라는 글을 기고했는데, 여기에서 제시한 메멕스라는 개념은 하이퍼텍스트 시스템의 시초로 일컬어진다.
1989년, 당시 유럽 입자 물리 연구소(CERN)의 과학자였던 팀 버너스 리는 단순하고 즉각적인, 정보 공유 기능이 CERN 및 기타 학술 기관에서 일하는 물리학자들 간에 사용될 수 있게 해달라는 요청에 부응하여 새로운 하이퍼텍스트 프로젝트를 제안하였고 나중에 원형을 만들었다.

## 비평가와 이론가 그리고 작가
- 제이 데이비드 볼터(Jay David Bolter)
- 로버트 쿠버(Robert Coover)
- 옐로리스 더글러스(J. Yellowlees Douglas)
- 캐서린 하일리스(N. Katherine Hayles)
- 마이클 조이스(Michael Joyce)
- 조지 랜도우 (교수)(George Landow (professor))
- 레브 마노비치(Lev Manovich)
- 스튜어트 몰드롭(Stuart Moulthrop)
- 테드 넬슨(Ted Nelson)

## 같이 보기
- HTML